# Campoplex valens
Campoplex valens là một loài tò vò trong họ Ichneumonidae.